# Русско-кумыкские войны
Русско-кумыкские войны (XVI—XVIII вв., продолжающиеся восстания и конфликты до начала XX вв.) — серия военных конфликтов Русского государства и Российской империи с Тарковским шамхальством и другими кумыкскими феодальными владениями (Эндиреевское княжество, Эрпелинское княжество, Утамышский султанат, Мехтулинское ханство и др.) на протяжении XVI—XVIII веков. В конце XVIII в., а также в период Кавказской войны и в общем на протяжении XIX в., конфликты продолжились в форме восстаний в Шамхальстве, Северной Кумыкии, и в виде антиколониальных выступлений отдельных селений (обществ). В результате войн, восстаний и выступлений некоторые кумыкские селения уничтожались несколько раз.

## Предыстория
Падение Большой Орды в 1502 году открыло перед кумыкскими правителями — шамхалами прекрасную перспективу расширения своих границ на север. В скором времени под влиянием шамхалов оказались правители близкого по этническому составу Тюменского владения — государственного образования с центром в устье реки Терек. На западе интересы шамхальства столкнулись с адыгами, на севере — с Астраханским ханством. Правители Тюмени в первой половине XVI века при поддержке «черкасов» (шамхалов и союзных им кабардинских феодалов (например, Биярслана Джанхотова)) неоднократно вмешивались в междоусобицы в Астраханском ханстве и даже утвердили в 1532 году на его престоле тюменского правителя Ак-Кубека, сына Муртазы и внука Ахмата. Присоединение Астрахани к Русскому государству, а также женитьба Ивана IV Грозного на кабардинской княжне Марии Темрюковны ввели Русское царство в русло кавказской политики.

### Поход Черемисинова

Сев.-Вост. Кавказ в XV—XVI вв. Отмечен город тюменов — Тюмень (Tumenscko). Фрагмент карты Г. Герритса на основе карты Фёдора II Годунова (Амстердам, 1613—1614 гг.).

В 1557 году посольство кабардинцев (старорусск. «пятигорские черкасы») обратилось к русской администрации в Астрахани с просьбой о военных действиях против Тарковского шамхальства. Эта просьба была повторена в посольстве 1558 года сыновьями Темрюка Идаровича, одного из князей Кабарды (старорусск. «Черкасская земля»). По мнению кавказоведа Е. Н. Кушевой, причиной прошений кабардинцев могла быть вражда Темрюка Идаровича с шамхалом. Иван IV вскоре послал войско против Тарковского Шамхальства и Тюменского владения.
Летом 1560 года войско воеводы И. С. Черемисинова выдвинулось из Астрахани морем с целью разорения столицы Тарковского шамхальства — Тарки. Русские войска сумели взять город, однако не пытались его удержать, удовлетворившись его сожжением.
Шамхалы не прекратили участвовать в междоусобных войнах кабардинских князей. Генеральное сражение между Темрюком Идаровичем и царским войском, с одной стороны, и шамхалом Будаем и его союзником Пшимхао Кайтукиным, с другой, произошло в 1566 году и завершилось гибелью в данном сражении шамхала Будая, его брата Сурхая и их кабардинского товарища. Сражение имело большое значение. От Шамхальства отпали западные владения — известно, что балкарские общества в XVI веке платили подати в пользу шамхала. Идаровы направляли царские походы на Тюменское владение, правитель которого (Солтаней) в союзе с шамхалом отчаянно противостоял русско-кабардинскому вторжению. В 1569 г. османо-крымские войска предприняли большой, но безуспешный поход на Астрахань. Неудача этого похода вызвало организацию похода крымского хана Девлет-Герея на Московское государство в 1571 г. Результатом этого похода являлось сожжение Москвы до тла и увод несколько десятков тысяч пленных. Поход этот имел тяжелые последствия и царское правительство вынуждено было снести город на Тереке и временно ослабить свое влияние на Кавказе. Однако в 1588 году стрельцами в самом центре Тюмени была заложена крепость Терки. Через 2 года совершилось нападение на земли шамхалов, однако атака была отбита кумыками. Земли же Тюменского владения были аннексированы и присоединены к Русскому царству в 1594 году. Готовился большой поход против шамхала.

### Поход Засекина
В начале 90-х гг. XVI века во время правления Фёдора Иоанновича Москва вновь устремила свой взгляд на кумыкские земли. Было организовано сразу несколько разорительных походов на непокорных «шевкалов».
В 1591 году воеводам — князьям Григорию Осиповичу Засекину и М. П. Шаховскому, их союзникам Ших-Мурзе Окоцкому и кабардинскому князю Мамстрюку Черкасскому после упорного боя с отрядом Султан-Мута удалось взять и сжечь древний Эндирей. В результате этой агрессии пострадали также Тарки и Кум-Торкала. Но самого главного воеводы добиться не смогли: им не удалось укрепиться в Тарки и тем более достичь Дербента или Баку. Во главе национально-освободительной борьбы стоял старший сын Чопана — Сурхай-Шаухал Тарковский.
По свидетельству русских историков таркинцы шли в бой, воодушевлённые призывами своих духовных лидеров к священной войне. Их действия были чрезвычайно успешны, и с большими потерями воеводы Г. О. Засекин и М. П. Шаховской бежали за Терек. Усилия московских дипломатов скрыть поражение и даже выставить его как победу были с недоверием встречены при европейских дворах. На очередное требование из Москвы о покорности царю, шаухал от имени всей своей страны ответил: — «Богу ведомо, что в стране нашей богатства нет. Царь требует дани от меня и моего сына в заложники. Дани давать не умеем. У нас был уговор с царём о снесении Койсинского острога, но царь своего слова не сдержал, потому и наша клятва иначе учинилась».
Мирный договор России с Тарковским Шамхальством так и не был подписан. Москва стремилась к реваншу за поражение князей Засекина и Шаховского.

### Поход Хворостинина
Договорившись с грузинским царём Александром, а также с крым-шамхалом (наследник шамхала), русское войско под командованием воеводы Хворостинина начала своё продвижение к Тарки (5 тыс. человек) . Шамхал предпочитал не вступать с русскими в открытые сражения. Тарки, не имевшие сильных укреплений, были быстро заняты нападавшими.
Шамхал не шёл на переговоры и избегал прямых столкновений с русскими, изматывая последних мелкими налётами и держа Тарки в широкой блокаде. Горцы не давали русским покоя ни днём, ни ночью. По словам В. А. Потто: «Шамхал был сторонником выжидательного способа ведения войны и следовал дагестанскому правилу — Ловить скорпиона за хвост». Особой целью были тыловые сообщения русских. Ни один транспорт не доходил до Тарков и из них благополучно. Между тем из-за усиленных работ в жаркую погоду и нехватки продовольствия в русском войске начала развиваться лихорадка. Число больных и раненных в боях с горцами росло с каждым днём. Тем временем войско шамхала пополнялось прибытием всё новых пополнений. Кольцо блокады постепенно сужалось.
Положение осаждённых стало катастрофическим, и Хворостинин решил увести войска из Тарков. Тёмной ночью русские войска двинулись по направлению к Койсинскому острогу. Поначалу отступающим удавалось отбивать разрозненные атаки дагестанцев, но прибытие основных сил во главе с шамхалом заставило русских бросать повозки с тяжёлым грузом и раненными. В Койсинский острог вошла ¼ часть, от общего числа войска, ранее выступавшего из него на Тарки. Общие потери русского войска в том походе составили 3 тыс. человек. Согласно преданиям, из 1 тыс. терских (гребенских) казаков, выступивших в поход, домой вернулось не более 300 человек. Поход не увенчался успехом.

### Поход Бутурлина

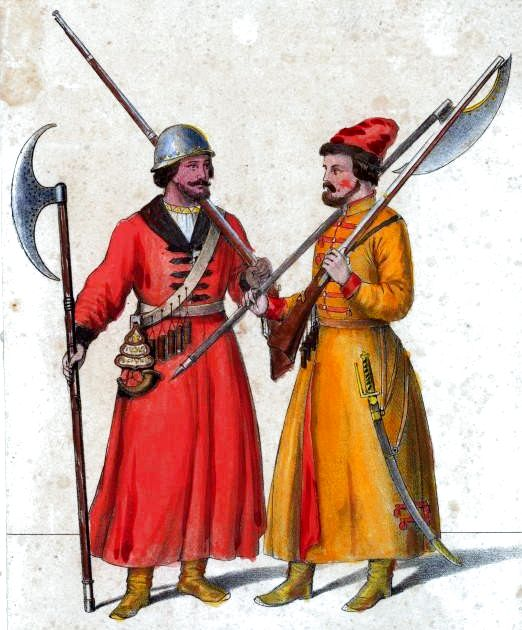
Стрельцы

В начале XVII века Северный Кавказ был погружён в междоусобные войны. Мелкие владетели искали помощи у соседних держав. В конфликт были вовлечены и кабардинские вассалы Москвы, а также окоцкие мурзы. Вмешательству Москвы поспособствовало и новая просьба грузин о помощи против Османской империи и Шамхальства, которое регулярно проводило вторжения на иверийскую территорию. Пытаясь воспользоваться благоприятной политической обстановкой (началась новая война Османской империи с Сефевидами) царское правительство решило снарядить в Дагестан серьёзную экспедицию. Войско состояло из 10 тыс. стрельцов, а также из яицких и терских казаков, местных вассалов Москвы (некоторых кабардинских феодалов и окоцких мурз), общей (по сообщению голландского купца Исаака Массы общей численностью 50 тыс. человек, не подтверждается другими источниками) во главе с воеводой Иваном Михайловичем Бутурлиным. В 1604 году царские войска выступили в поход.
Кумыки не вступали в крупные столкновения с русскими, ограничиваясь партизанской войной. Русские войска заняли всю Кумыкскую плоскость, приступом взяли Тарки. Шамхал Сурхай II бежал к аварскому хану, предав полномочия по управлению армией предприимчивому племяннику Солтан-Муту. Вскоре Бутурлин стал испытывать большие проблемы со снабжением армии и вынужден был отправить часть своей армии в Астрахань и Терский городок. Отступающие войска были атакованы Солтан-Мутом, но сумели отбить нападавших с большим уроном для последних. Однако чаша весов начала склоняться в пользу кумыков — Султан-Мут сумел создать коалицию из кумыков, дагестанских народов и сил кабардинских феодалов — родственников Солтан-Мута по материнской линии. Помощь оказал и османский султан Ахмед I, приславший 1 тыс. янычар и крымских татар. Союзная армия атаковала построенные русскими крепости. Пал Койсинский острог, острог русских на Акташе и другие. Бутурлин оказался в полной изоляции.
Вскоре войска Солтан-Мута осадили Тарки. Осаждавшие засыпали рвы и возвели на уровне крепостной стены насыпь (примёт) из песка и хвороста. Важнейшими опорными пунктами русских являлись две верхние башни, имевшие широкий сектор обстрела. Под одной из башен был сделан подкоп и заложен огромный пороховой заряд. Сразу после взрыва той башни, под которой были погребены «лучшие дружины» московских стрельцов, янычары и дагестанские ополченцы пошли на штурм. Часть крепостной стены была разрушена, и в образовавшуюся брешь хлынули крупные силы штурмующих. Однако русским удалось отбить все приступы, с огромным уроном для штурмовавших. Большие потери были и у осаждённых. Видя бесперспективность дальнейшей борьбы, стороны начали переговоры. Их результатом стало достижения соглашения об беспрепятственном уходе русской рати в Терский городок. Однако общественное мнение дагестанцев, видевших огромные разрушения на своей территории и множество убитых соплеменников, толкнуло Солтан-Мута на решительные действия по отношению к отступающим русским. В скором времени армия Бутурлина была настигнута кумыками и их союзниками и полностью уничтожена в Караманской битве, в которой погиб и сам Иван Бутурлин. По летописным данным потери русских составляли около 7 тыс. человек, «окромя людей боярских». Н. Карамзин исчисляет потери русских в Караманской битве общим числом в 6—7 тыс. человек. В. Потто и С. Соловьёв сообщают, что общие потери русских в том походе простирались до 7 тыс. Это сражение, по мнению Карамзина, оставило территорию современного Дагестана вне влияния царской России ещё на целых 118 лет.

## Герменчикская битва и русско-персидский конфликт 1651—1653 годов

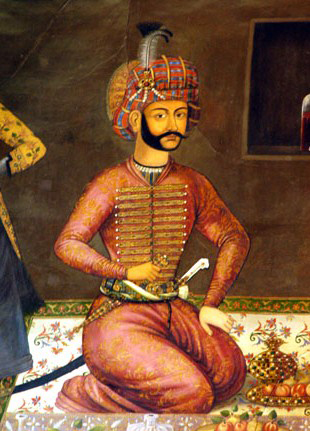
Шах Аббас II

Шамхалы и другие кумыкские владельцы продолжали умело лавировать между окружающими их крупными державами, часто меняя внешнеполитическую ориентацию в зависимости от сложившегося соотношения сил. Важным для кумыкских феодалов был вопрос усиления их военной силы. С этой целью завязываются тесные связи с ногайцами, которым часто помогали против их врагом — калмыков. Предложение «кочевать ближе к горам» было озвучено ещё Султан-Мутом. Наконец, в конце 1640-х годов шамхал Сурхай III пригласил небольшую ногайскую орду во главе с Чобан-мурзой Иштерековым, который не пожелал подчиняться царским воеводам. Для его возвращения в русские пределы в Кумыкию были отправлено царские войска с кабардинскими союзниками и казаками. В 1651 году произошла битва на Герменчикском поле, которая осталась за кумыкско-ногайской армией. 1651 г. шамхал писал астраханским воеводам об обычае, по которому «мы, кумыки, искони от отцов своих конаков имеем и бережем», и оправдывал им свои связи с враждебным Русскому государству ногайским мурзой.
Усилившийся в середине XVII века Иран в лице энергичного шаха Аббаса II стремился расширить свои северные границы. Согласно Касри-Ширинский мирный договор 1639 года, завершивший Турецко-персидскую войну 1623—1639 годов, разделил сферы влияния на Кавказе между Османской империей и Сефевидским Ираном таким образом, что последнему отводились территории от Дербента до реки Сунжа. В связи с этим шах Аббас II решил организовать поход против русских острогов на Тереке и Сунже, опираясь на силы кумыкских вассалов — Эндиреевских владетелей и Тарковских шамхалов. Интересы кумыков и Сефевидов совпадали только в части противодействия Русскому Царству — закрепления иранцев в Дагестане кумыки не желали. Непосредственным поводом к началу военных действий между Россией и Персией стало восстановление Сунженского острога. Русские крепости на Тереке и Сунже мешали планам шаха по установлению своего влияния в Дагестане
В 1651 году Хосров-хан Шемахинский получил шахский указ, по которому он должен был возглавить поход персидского войска на Сунжу и Терек. Задачи похода были гораздо шире, чем овладение небольшой крепостью на Сунже. Как рассказывал сам Хосров-хан, он получил от шаха Аббаса предписание готовиться к походу на Сунженский острог, разорить его, а потом «идти на Астрахань, не мешкая»
Задачу по захвату Сунженского острога Хосров-хан возложил на Тарковского шамхала Сурхая. Войско состояло из сил Тарковского шамхала Сурхая, Эндерейского владельца Казан-Алпа и уцмия Кайтагского Амирхан-Султана. Для усиления войск шамхала Шемахинский хан направил к нему отряды персидских регулярных войск. В походе приняли участие 800 иранских «сарбазов» (солдат): «ратных людей из Шемахи 500 человек, да из Дербени (Дербента) 300 человек, а с ними две пушки». К кумыкам и персам также примкнули улусы ногаев Чебан-мурзы и Шатемир-мурзы. В составе ополчения горцев были представители чеченских обществ — мичкизяне и шибутяне, жившие по рекам Мичик и Аргун. Общая численность персидского войска достигала 12 тысяч человек. Активное сопротивление кумыкам и иранцам оказал вассал Русского царства Муцал Черкесский и брагунцы. Осада Сунженского острога не увенчалась успехом, однако окрестностям был нанесён большой ущерб.
В течение 1652 года шах готовил второй поход. Шамхал Сурхай и Казан-Алп со своими войсками стояли на Акташе, готовясь выступить на Сунжу. Русское правительство укрепляло Сунженский острог. Накануне второго похода на помощь русским пришёл отряд кабардинского мурзы Урус-хана Янсохова и его сына Шин-Гирея, отправленный на усиление гарнизона князем Муцалом Черкасским. Сам Муцал в этот раз остался вне стен крепости и в период осады беспокоил персидские войска набегами. Вскоре в Сунженский острог перешёл Шангирей Урусханов Черкасский, узнавший, что «шли кумыцкие и кизылбашские ратные люди з большим собраньем на государев Суншинский острог».
7 марта 1653 года войска под командованием Сурхай-шамхала Тарковского во второй раз осадили Сунженский острог. Положение гарнизона было очень тяжёлым. Подкрепление, посланное из Терского городка, было разгромлено. Остатки гарнизона (108 человек) были вынуждены оставить острог и удалиться в Терки, а сама крепость была сожжена Сурхаем, который после этого удалился в Тарки.
Шах готовил новую экспедицию, целью которой была Астрахань, но нападение на Иран афганцев сделало её осуществление невозможной. Конфликт в скором времени был урегулирован. Походы привели к некоторому ослаблению влияния России в регионе.

## XVIII век

### Персидский поход Петра I

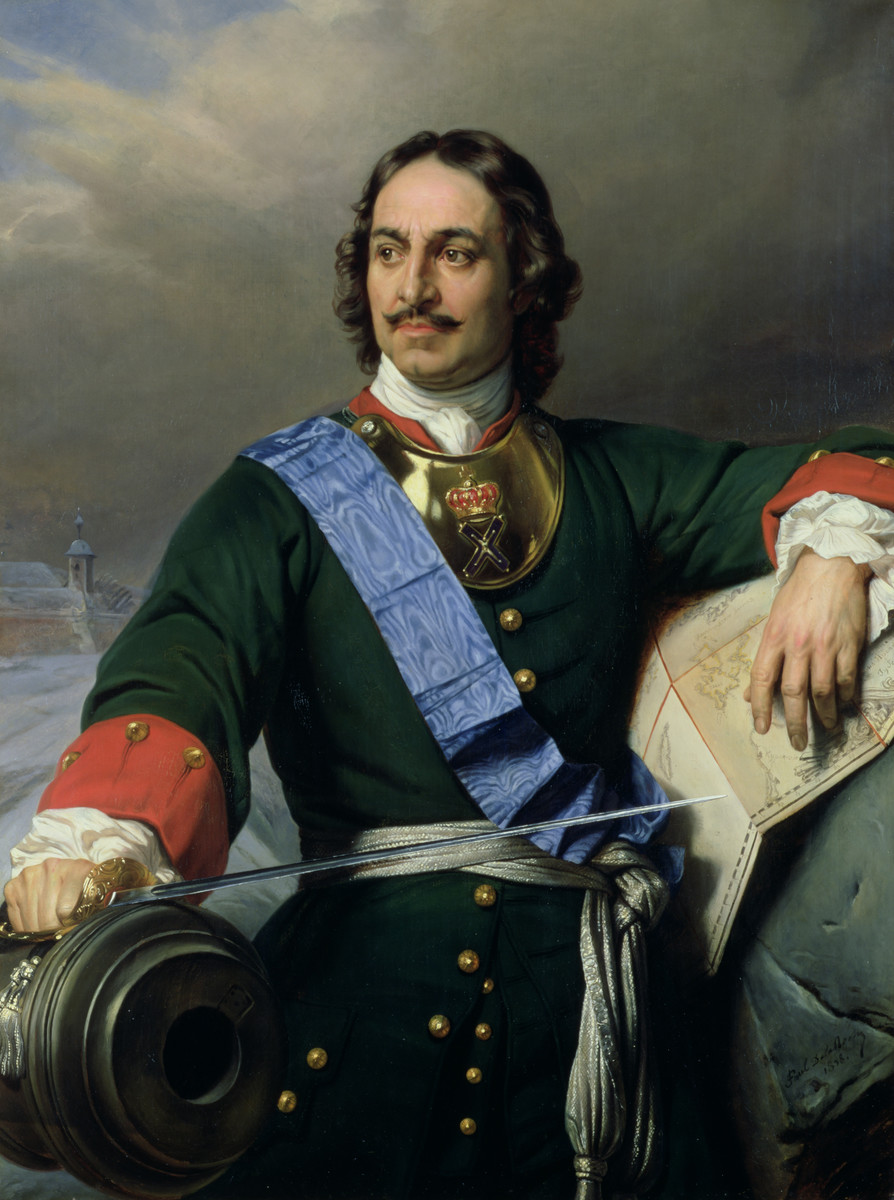
Романтизированный портрет Петра I

Дагестан начала XVIII века являлся объектом пристального внимания Российской империи, Ирана и Османской империи. Кумыкские феодальные владения придерживались разных политических векторов: Эндиреевское княжество и Утамышский султанат придерживались прокрымской (протурецкой) ориентации, тарковский шамхал принял подданство Российской империи.
Желая воспользоваться слабостью и смутами в Иране, российский император Пётр I выступил в поход с целью овладения побережьем Каспийского моря. Формальным поводом для начала военных действий было убийство российских купцов в Шемахе дагестанским феодалом Имамом Хаджи-Давудом, которому незадолго до этого отказали в принятии в российское подданство. 18 июля 1722 года российская флотилия численностью 274 корабля вышла в море под начальством генерал-адмирала графа Апраксина. 20 июля флот вошёл в Каспий и неделю следовал вдоль западного берега.
23 июля Петр I отправил во враждебный Эндирей корпус под командованием Андрея Ветерани. К нему присоединились владелец Большой Кабарды Эльмурза Черкасский, а также Муцал Черкасский. На подступах к Эндирею на русских напали Эндиреевские владетели Айдемир и Чапан-шефкал с зависимыми от них чеченцами. Нападавшие нанесли серьёзный урон корпусу Ветерани, в основной армии Петра начали распространяться слухи о поражении. Эндирей вскоре был взят и сожжён, но Андрей Ветерани был наказан за эту неудачу. Петр сначала получил известие о победе и написал в Астрахань, как его драгуны «провианта довольно достали, а хозяевам для веселья деревню их фейерверком зделали», но после сообщения о потерях радость сменилась досадой. Царь понимал, как важно — и для своих, и для «неприятелей» — успешно начать кампанию; не случайно он приказывал Ветерани быть осторожным и действовать «без озарду, дабы в начатии сего дела нам не зделать безславия». Теперь он отыгрался на тех, кого посчитал виноватыми.
27 июля пехота высадилась у Аграханского мыса, в 4-х верстах ниже устья реки Койсу (Сулак). Через несколько дней прибыла кавалерия и соединилась с главными силами. 5 августа русская армия продолжила движение к Дербенту. 6 августа на реке Сулак к армии присоединились со своими отрядами кабардинские князья Мурза Черкасский и Аслан-Бек. 8 августа переправилась через реку Сулак. 15 августа войска подошли к Таркам, местопребыванию шамхала.
Султану Махмуду Утамышскому было направлено посольство с предложением принять российское подданство. Однако Махмуд не только не стал российским вассалом, но и убил казаков-посланников, передав Петру I, что так будет со всеми людьми императора, которые попадут к нему в руки. На реке Инчхе состоялось сражение, в котором русские, обладающие численным и технологическим превосходством, разбили войска Султан-Махмуд с подкреплением уцмия Ахмеда. Столица Утамыш была сожжена вместе с другими поселениями султаната. Владения Султан-Махмуда были переданы тарковскому шамхалу.
Петр I и другие участники похода отмечали невероятную храбрость жителей Утамышского султаната. Император Петр I в походном журнале писал:

" Зѣло удивительно сіи варвары бились: во обществѣ нимало не держались, но бѣжали; а партикулярно десператно бились, такъ что, покинувъ ружье, якобы отдаваясь въ полонъ, кинжалами рѣзались, а одинъ во фрунтъ съ саблею бросился "
В дневнике участника похода Генриха Брюса сохранилось слова Петра I о воинах Султан-Махмуда:

"Другой пленник, когда был подведен к шатру (адмирала Апраксина), не хотел отвечать ни на один вопрос, которые ему предложили, тогда отдали приказ его раздеть и бить плетьми. Он, получив первый удар, вырвал шпагу у стоящего рядом офицера побежал к шатру адмирала и, наверное, убил бы его, если бы два часовых, стоявших у палатки, не вонзили ему свои штыки в живот. Падая, он вырвал зубами из руки одного часового кусок мяса, после чего его убили. Когда император вошел в палатку, Адмирал Апраксин сказал, что он для того пришел в эту страну, чтоб его пожрали бешеные собаки, во всю жизнь ещё ни разу так не испугался. Император, улыбаясь, ответил: «Если б этот народ имел понятие о военном искусстве (организации), тогда бы ни одна нация не могла бы взяться за оружие с ними (то есть воевать с ними)». «
Убедившись, что целью Петра I является Дербент, союзник Утамышского султана уцмий Ахмед-хан подал прошение о принятии его в российское подданство. Однако это вовсе не означало успокоения дагестанских владетелей. Уже 20 сентября 1722 года комендант Дербента Андрей Юнгер доложил, что воины Хаджи-Дауда, уцмия, казикумухского Сурхай-хана и утемышского султана Махмуда захватили русский редут на реке Орта-Буган (в шестидесяти верстах от Дербента) „и люди караулные от неприятеля побиты“. По сведениям дербентского наиба, трёхдневный штурм обошёлся нападавшим в 400 погибших, но из гарнизона в 128 солдат и шесть казаков спаслись в камышах лишь три человека . 19 и 21 сентября горцы штурмовали „транжамент“ у реки Рубаса; нападение было отбито, но в укреплении обвалилась стена, и гарнизон пришлось вывести в город. Генерал-майор Кропотов доложил, что воины Султан Махмуда и уцмия напали на его арьергард под Буйнакском. Дороги стали настолько опасными, что командир аграханского укрепления полковник Маслов получил 28 августа приказ не посылать никого к армии, поскольку „проехать землею от горских народов невозможно“; в его „транжаменте“ скопились курьеры с бумагами из Сената, Коллегии иностранных дел и других учреждений. Султан-Махмуд в союзе с уцмием, собрав 20 тысяч человек войска, последовали за отступающим русскими войсками, но не вступили с ними в крупное сражение.
После смерти энергичного Султан-Махмуда Утамышское султанство сходит с политической арены как независимое владение. В регионе усиливается власть Кайтагского уцмийства.
Недовольный строительством русской крепости в своих владениях (что явилось грубым нарушением договорённостей) шамхал Адиль-Гирей решился на разрыв с русским правительством. Разослав другим горским владениям предложения присоединиться к походу, Адиль-Гирей собрал войско численностью в 20 тыс. человек. Кайтагский уцмий Ахмет-хан обещал присоединиться к походу, но так и не прибыл. Осада крепости Святого Креста окончилась неудачей. Союзники шамхала рассорились и разошлись по своим владениям, а в Дагестан направилась карательная русская экспедиция. Не желая разорения владения, Адиль-Гирей сдался в плен, был выслан в крепость Кола Архангельской губернии, где и закончил свои дни. Шамхальский титул был упразднён (восстановлен в 1735 году Надир-шахом, утвердившим на престоле сына Адиль-Гирея Хасбулата).

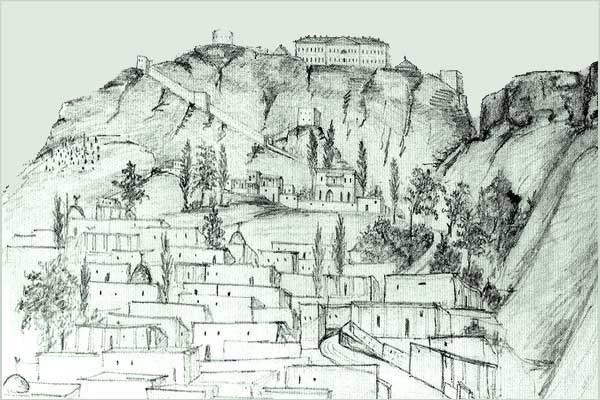
Столица Шамхальства Тарки. Вид со стороны Каспийского моря. Зарисовка Милютина Д. А., 1839. По центру — дворец шамхала. На Тарки-тау — возведенная для контроля над Шамхальством русская крепость Бурная.

### Восстание 1725 года
Недовольный строительством русской крепости Святого Креста в своих владениях (в нарушение договорённостей), шамхал Адиль-Гирей решился на разрыв с русским правительством. Разослав другим горским владениям предложения присоединиться к походу, Адиль-Гирей собрал войско численностью в 20 тысяч человек. Кайтагский уцмий Ахмет-хан обещал присоединиться к походу, но так и не прибыл. Однако осада крепости Святого Креста окончилась неудачей. Союзники шамхала рассорились и разошлись по своим владениям, а в Шамхальство направилась карательные русские экспедиции.
В ходе первой экспедиции было разорено около 20 кумыкских сел. Оказывались попытки упорного сопротивления (сражения под Иссису, Кумторкали, Верхними Казанищами), русские командиры отмечали, что противник „весьма сильно действовал“ и отражать натиск приходилось при помощи регулярных войск и картечи». Тем не менее, в ходе одной из экспедиций были вторично разорены Тарки с самым шамхальским дворцом. Как отмечал В. А. Потто, Еропкин уничтожил еще 6000 дворов в окрестностях Тарки.
Не желая разорения владения, Адиль-Гирей сдался в плен, был выслан в крепость Кола Архангельской губернии, где и закончил свои дни. Шамхальский титул был упразднён по приказу Петра II (восстановлен в 1735 году Надир-шахом, утвердившим на престоле сына Адиль-Гирея Хасбулата). Ряд исследователей считают походы в Шамхальство 1725 года началом Кавказской войны.

### 1733 год
В 1733 году русские войска численностью 5000 взяли приступом окруженную стенами и укрепленную пушками столицу уцмия, «деревню Барашлы». Самые значительные деревни уцмия были сожжены и уничтожены. Потери русских войск во время штурма селения Башлы составили 400 человек. В плен из башлынцев был взят лишь 1 человек, поскольку у жителей существовал «варварский» обычай не сдаваться живыми.

### 1770-е годы
В 1773 году Али-Султан Дженгутаевский в поддержку кабардинских князей совершил успешный поход на Кизляр.
В 1775 году произошел поход Медема в Дагестан против уцмия, осаждавшего пророссийский Дербент. Сперва войска уцмия были разгромлены в местности Иран-Хараб, близ аула Башлы. Затем генерал Медем разгромил основные населенные пункты уцмийства.

## Восстание Мансура, 1785
Согласно имеющимся документальным сведениям, многие кумыки принимали активное участие в освободительном движении горцев под руководством Шейха Мансура, поднявшего знамя восстания в 1785 году из чеченского аула Алды.
Большую поддержку оказали шейху Мансуру ряд влиятельных князей и население Кумыкии, в особенности Терско-Сулакского междуречья. Власти констатировали, что поддержка, оказываемая большей частью населения Засулакской Кумыкии, может привести к серьёзным последствиям.
Исторические документы свидетельствуют, что в первом нападении на русский гарнизон в Кизляре, организованном Шейхом Мансуром, активное участие принимали не только кумыки, но и кумыкские владельцы: Чапалав Анджи — Муртазалиев, Махач Урусханов, Хамза Алишев, так же большое число их узденей. Кумыкские повстанцы, поддержавшие Шейха Мансура, приняли решение: 

«…если найдутся предатели среди них и будут извещать о ходе восстания русским властям, то такого человек убить и дом с именем его разграбить»
В основном Шейх Мансур находил поддержку в чеченских и кумыкских сёлах. Российские власти выставили требование — выдать Шейха Мансура: 

«…Если народы кумыкские, чеченские, обратясь на путь истинный, принесут раскаяние, поймав себе развратника, выдадут его, то будут во всем прощены, оставленны в покое, и дано будет тем, кто приведет его живого, три тысячи рублей, голову же от мертвого — пятьсот рублей. Но если народные силы не раскаются или… к нему прилепляться будут, тогда подвину я гром оружия и меч острый на поражение преступников»
После разгрома отряда царских войск,
в Алды 1785, Мансур, заручившись поддержкой дагестанцев решил взять Кизляр. Описывая состав войска Ушурмы под Кизляром, Дубровин об этом пишет:

«Здесь были чеченцы, кабардинцы, лезгины различных племен (горцы Дагестана) и поколений, жители Шамхальства Тарковского и главнейшим образом Кумыки, составлявшее ядро толпы»
Согласно трудам В. Бенигсена, кумыки по приблизительным подсчетам составляли около трети всей повстанческой армии и личной гвардии шейха Мансура.
Штурм Кизляра оказался неудачным, что подкосило общее настроение горцев, из войска ушли чеченцы и Мансур остался в Дагестане, где его ряды пополнялись новыми добровольцами. Дубровин:

«Чеченцы оставили Мансура.
Неудача под Кизляром сильно подействовало на сообщников Мансура, теперь ясно видевших, что предсказания его не сбываются и его последователи терпят лишь одни неудачи. Чеченцы решились оставить своего имама, который принужден был покинуть свою родину и скрыться в кумыкских селениях.
Последний найдя себе приют в селении Эндери, не терял еще надежду на лучшую будущность и вербовал себе новую толпу хищников. Все искатели приключений находили у него приют и выслушивали хвастливые обещания. Жители селения Казанищ, Губден, Хунзаха, Эрпели, Карабудахкента, Каякента и др. по партиям или в одиночку стекались к имаму. Мансур, не дождавшись прибытия обещанных им чеченских войск, отправился на речку Ярыксу»

Своим убежищем Мансур выбрал именно Дагестан, а точнее село Эндирей, куда и стекались добровольцы из разных уголков Дагестана, в то время как поток добровольцев из Чечни прекратился.
Шейх Мансур в одной из ключевых битв лично возглавлял войска первоклассной кумыкской пехоты. Вот что об этом пишет историк В.Потто:

«У этих развалин (Татартупа) второго ноября 1785 года произошел роковой для Мансура татартубский бой. Огромное двадцатитысячное скопище горцев на заре со всех сторон облегло отряд полковника Нагеля. С фронта наступали чеченцы, слева тавлинцы, а справа шла кабардинская конница под предводительством известного тогда наездника Дола. В то же самое время кумыки, среди которых развевалось большое священное знамя пророка, как туча, шли в тыл, угрожая отрезать отряду отступление. Яростный бой загорелся разом в нескольких пунктах. Выдержав отчаянную атаку тавлинцев, сражавшихся пешком, отряду легко уже было управиться с чеченцами и кабардинцами. Кумыки вступили в дело позднее других, но, двигаясь под прикрытием особых подвижных щитов, представляли собой грозную стену, против которой было бессильно даже действие артиллерии.»

В конце 16 века и начале 17 века Эндирей становится известным исламским центром Северного Кавказа Шафиитского мазхаба и накшбандийского тариката. В исламских образовательных учреждениях Эндирея обучались выходцы из Дагестана, Чечни, Ингушетии, Кабарды, Карачая и Адыгеи, а также с Поволжья. Оттуда постепенно начинается распространение ислама на запад Северного Кавказа и нынешнюю Чечню.
Существует предание, что Шейх Мансур из Алдов получил исламское образование и статус Шейха накшбандийского тариката в Эндирее. Данный факт отражён и в книге Алауди Мусаева, который пишет: 

«Он (Мансур) вел суровую жизнь отшельника и встречался с людьми, посвятившими жизнь поискам божественной истины. Они дали ему основы духовного образования, после чего он, по некоторым сведениям, отправился в равнинный Дагестан — главный исламский центр на Северном Кавказе. Там он продолжал учебу в одном из духовных училищ медресе»
Как пишет автор книги «История Русской армии»: 

„В августе 1785 года Мансур вместе со своим войском нападает на Кизляр, но не сумев захватить, отступает. Эта неудача сильно подействовала на приверженцев Мансура, они отказались участвовать в его войске. Но кавказское начальство того времени не сумело воспользоваться этим озлаждением и Мансур вскоре усилился. Найдя себе приют в селении Эндирей в сентябре 1785 года, после августовского нападения на Кизляр, он не терял еще надежду на лучшее будущее и вербовал себе новых сторонников, осенью нападения возобновились“
Несмотря на то, что в конечном итоге Шейх Мансур проиграл, а его активная политическая деятельность продолжалась чуть более двух лет, трудно переоценить его значение. Проповеди Шейха Мансура, понятные, простые, способствовали распространению и укорению ислама среди многих племён Северного Кавказа, которые до этого были язычниками

## Период Кавказской войны

### Восстание 1818—1819. Начало войны.
В Дагестане вспыхивает восстание против Российской империи в лице А. П. Ермолова. Главным зачинателем борьбы был Хасан(Гасан)-хан Мехтулинский, а также его брат — мехтулинский хан Ахмет-хан, ставший аварским ханом из-за пресечения аварской династии. Активным участником восстания был и Умалат-бек Буйнакский. Чтобы усмирить непокорных А. П. Ермолов с 1818 г. почти ежегодно совершал карательные экспедиции по кумыкским селам, начиная с Эндери и до Башлы.
Коалиция кумыкских феодалов, аварцев, казикумухцев и акушинцев начала военные действия против русских войск, находившихся в Дагестане. В октябре 1818 года восставшие сумели нанести поражение русскому отряду под командованием Пестеля в Башлы — „столице Каракайтагского уцмийства, всегда служившей примером для других городов и отличавшуюся мятежным настроением своих жителей, не повиновавшихся даже своему законному владетелю“. Башлынская экспедиция стоила русским 12 офицеров и до пятисот нижних чинов. Взятые отрядом аманаты, в числе 17 человек, были повешены. Через несколько дней русские войска вернулись в Башлы, чтобы с успехом „срыть аул“ до основания.
С целью усмирения волнений в Дагестане, Ермолов решил ударить в самое сердце восстания — кумыкские аулы Параул и Большой Дженгутай. Русские войска начали двигаться в Мехтулинское ханство. Им преградила путь армия под командованием Ахмед-хана и Хасан-хана Мехтулинских. Предав огню Параул, Ермолов подошел к Дженгутаю — резиденции Хасан-хана Мехтулинского. Царские войска одержали победу, аул был разрушен и сожжен. Тем временем, другой русский отряд под командованием Пестеля разгромил аулы Джемикент, Хан-Мамед-кала и Башлы. Были ликвидированы Бамматулинское владение и Мехтулинское ханство.
Для укрепления русских позиций в Дагестане, Ермолов решил возвести крепость около аула Эндирей, что вызвало большое волнение среди населения. Как отмечал генерал Вреде, «почти все андреевцы находятся в заговоре с лезгинами» (то есть с горцами). Все мужское население было готово поднять оружие, участились побеги узденей в стан «мятежников». Ахмед-хан Аварский и Хасан-хан Мехтулинский соединились с кумыками и двинулись к Эндирею. Решающее сражение произошло при Бавтугае. Поле боя осталось за русскими.
Перешедший на сторону восставших кайтагский уцмий потерпел поражение в Башлы и Янгикенте, которые тоже были взяты штурмом. Как пишет В.Потто, уцмий укрепился в Башлах, где собрано было до трех тысяч горцев, под начальством Абдуллы-Бека ерсинского. Мадатов решил снова уничтожить Башлы, — вечное гнездо измены, и 4 октября войска уже шли по направлению к селению. После боя аул был взят. Кайтагское уцмийство было ликвидировано . Следом Ермолов разгромил акушинцев, где был взят в плен Умалат-бек.
Волнения в шамхальстве не прекращались. В 1822 году Ахмед-хан Аварский появился в кумыкском ауле Доргели, но вскоре потерпел поражение в горах Дагестана. В этом же году умер брат Ахмед-хана Аварского Хасан-хан.

### Восстание 1823 года
Умалат-бек убил одного из высших царских чиновников в Дагестане, полковника Верховского. Смерть Ахмед-хана помешала совместному выступлению феодалов, но начались волнения населения. Недовольные строгостью русского пристава, таркинцы убили его и двух казаков и, собравшись в количестве трех тысяч, атаковали русскую крепость Бурную над Тарками. Похожим образом развивались события и в аулах Эрпели и Каранай, в которых были убиты пристав, известный своими злоупотреблениями, и его переводчики. В 1823 году Умалат-бек Буйнакский поднял восстание в Шамхальстве и Мехтулинском ханстве.
Против восставших была снаряжена экспедиция под командованием генерал-майора фон Краббе, подкрепленная конницей шамхала Мехти II. Эрпелинцы и каранайцы обратились за помощью к обществу койсубулинцев. 29 июля 1823 года фон Краббе штурмом взял Каранай, и сжег селение. Главные силы мятежников расположились в Эрпели, более пригодном для защиты из-за его нахождения в лесистой местности, что ограничивало применение артиллерии. На следующий день фон Граббе напал на Эрпели, но встретил там упорное сопротивление. Русским удалось овладеть половиной аула, однако к вечеру они были вынуждены поспешно отступить и преследовались горцами до Темир-хан-Шуры. По версии фон Краббе, все мятежники были истреблены, а аулы разрушены. Однако по оценке известного кавказоведа Н. И. Покровского генерал-майор потерпел под Эрпели поражение. На неудачный исход похода фон Краббе обращал внимание В. А. Потто.
Впоследствии восставшие были разгромлены в сражении при Кафыр-Кумухе.

### Восстание 1825 года
Кумыки приняли участие в движении Бейбулата Таймиева. В 1825 году большинство жителей северных кумыкских селений перешли на его сторону. Через некоторое время мятежники взяли крепость Амир-Аджи-юрт и осадили Герзель-аул. Попытка расправиться с восставшими кумыками после неудачной осады повстанцами Герзель-Аула привела к убийству более трехста аксайцев и уничтожению селения. Кумыкский мулла Учар-Хаджи убил двух русских генералов при попытке его обезоружить. Как писал В.Потто, «озлобленные солдаты не давали пощады никому, кто попадался им на глаза в азиатской одежде. Убиты были даже трое грузин, находившихся при генерале, и несколько гребенских казаков. Немногие кумыки успели выскочить из укрепления, но и тех, видя тревогу, переколола команда, возвращавшаяся из лесу». Н. И. Покровский писал, что арестованные, но ещё не обезоруженные кумыки убили двух генералов, руководивших расправой, Лисаневича и Грекова.
Активное участие и помощь Бейбулату Таймиеву оказал руководитель восстания 1823 года Умалат-бек Буйнакский.

### Восстание и участие кумыков в движении первого Имама Гази-Мухаммада
С 1820-х годов Кази-Мулла ведет пропагандистскую деятельность в кумыкском Тарковском шамхальстве и других областях Кумыкии. Создается общество шихов — особо преданных мюридов, ведущих аскетический образ жизни:

«В андреевской деревне и в других кумыкских владениях некоторые муллы приняли какую-то особую секту и, называя себя шихами (угодниками), стараются распространить сие более»
В 1828 году Кази-Мулла был провозглашён имамом Дагестана. Он совершил первое нападение на Хунзах. 8 апреля к нему на переговоры прибыл чеченский предводитель Бейбулат Таймиев с целью совместной борьбы с колонизаторами. В 1829 году Имаму уже повиновались Койсубулинское, Гумбетовское и Андийское вольные общества, а также Тарковское шамхальства.
В скором времени, в 1830 году в Шамхальских владениях вспыхнуло восстание в поддержку младшего сына шамхала Мехти II Абумуслима, которое было подавлено. Многие жители бежали в горы. Как отмечает Н.Дубровин:

«Предоставленные самим себе, шамхальцы явились первыми последователями учения Кази-муллы и послужили первым ядром его вооруженной силы»
1830 г. Имам Гази-Мухаммад вступил в бой против сыновей аварского хана Ахмад-хана Аварского (Мехтулинского), после смерти которого на трон взошла его винственная вдова Баху-бике. Несмотря на яркое наступление войск Имама, Хунзахцам всё же удалось отбить нападавших, Гази-Мухаммад был вынужден снять блокаду и отступить. За эту победу Николай I пожаловал ханству знамя с гербом Российской империи. Ханша потребовала от царских властей подавить восстание и прислать в Хунзах сильное войско для удержания населения в покорности. Чтобы покончить с шариатистами, Паскевич направил к Гимрам сильный отряд. После демонстрационного артиллерийского обстрела гимринцам было велено изгнать Кази-Муллу и выдать аманатов. Кази-Мулла и его последователи ушли из аула и начали строить невдалеке от него каменную башню. Однако Кази-Мулла не собирался опускать руки. Под Хунзахом он потерпел поражение, но в народном мнении он одержал победу, дерзнув пошатнуть главную опору отступников в Дагестане.
Собрав отряд в 300 человек, Гази-Мухаммад спустился на равнину и построил укрепление в урочище Чумис-кент (вблизи современного Буйнакска), окруженный густым лесом. Отсюда он призвал народы Дагестана объединиться для совместной борьбы за свободу и независимость. К Кази-Мулле из Чечни прибыл кумыкский князь Ирази-бек Бамматулинский — сын изгнанного владетеля кумыкского села Казанище Хасбулата. Как отмечает Н.Окольничий, приход к Кази-Мулле Ирази-бека стал подлинным торжеством для него.
Как отмечает Неверовский: 

«С появлением Ирази, Шамхальские селения, исключая Карабудакента, начали переходить, одно в след за другим, на сторону мюридов»
Восставшие кумыки провозгласили Шамхалом Тарковским Ирази-Бека, взамен прежнего Шамхала-узурпатора. Кумыки восстали против ненавистного им царского ставленника шамхала Сулеймана-паши Тарковского. В Чумискент был отправлен усиленный отряд царских войск, но восставшие мюриды вынудили их к отступлению. Это ещё более подбодрило повстанцев. В этой, до предела накаленной обстановке, Имам с кумыками повел борьбу против Шамхала Тарковского Сулейман-Паши. Практически все Шамхальские селения перешли на сторону Гази-Мухаммада.
В 1831 году Имам, вместе с Ирази-беком нанёс крупное поражение царским войскам при с. Атлы-буюне. Кумыки, увидев Ирази-бека Казанищенского, который возглавил войско вместе с Имамом подняли всеобщее восстание, пополнив численность войск мюридов с 300 до 2000 человек. Столь значимая победа в сражении принесла имаму Кази-Мулле славу на всем Кавказе и поспособствовало усилению мюридистского движения.

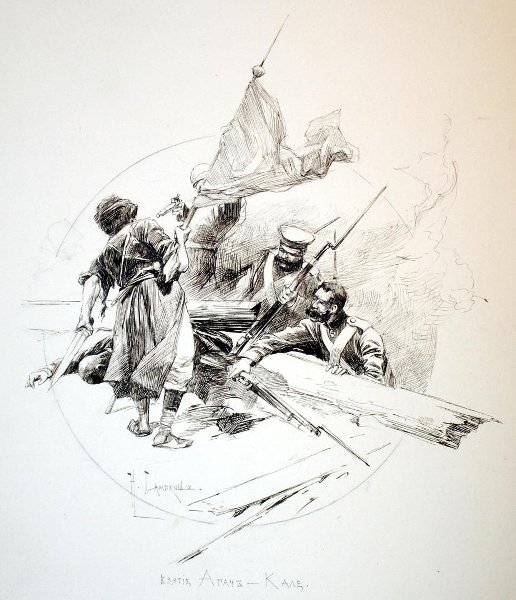
Взятие укрепления Гази-Магомеда в Агач-Кале 1831 г. Худ. Самокиш, (1894)

Гази-Магомед взял Параул — резиденцию шамхала Тарковского. 25 мая 1831 года он осадил крепость Бурную. Но взрыв порохового погреба, унёсший сотни жизней, и прибытие царских подкреплений вынудили Гази-Магомеда отступить. При штурме погиб Ирази-бек Бамматулинский. Так же активное участие в этой битве принял и был ранен легендарный кумыкский мюрид и военачальник Умалат-бек Буйнакский, прославившийся на всём Кавказе после своей победы над русской армией генерал-майора Граббе у селения Эрпели в 1823 г. и обезглавлевивший «терана Кавказских народов» полковлника Неверовского. Мощи царских войск имам противопоставил своё нововведение — тактику стремительных малых походов.
По призыву засулакских кумыков, Кази-Мулла осадил крепость Внезапную. Мюриды отвели от крепости воду и держали блокаду, отбивая вылазки осажденных. Только прибытие 7000 отряда генерала Эммануэля спасло осажденных. Эммануэль преследовал Гази-Магомеда, разрушая по пути аулы, но попал в окружение и был разбит при отступлении в Ауховских лесах. Сам генерал был ранен и вскоре покинул Кавказ. Гази-Магомед вместе с кумыками тем временем атаковал русские укрепления на Кумыкской плоскости, поджигал нефтяные колодцы вокруг Грозной и рассылал эмиссаров, чтобы поднять на борьбу горцев Кабарды, Черкесии и Осетии.
Значительное число кумыков и чеченцев перешли на его сторону. С 10000 отрядом он обложил крепость Внезапную. Однако под напором царских войск вынужден был отступить в Аух. Здесь произошло кровопролитное сражение, успешно завершившееся для повстанцев. Затем он вернулся в свой лагерь.
Пока Гази-Мухаммад был на севере Дагестана, царские войска подчинили своей власти ряд сел и напали на лагерь Чумискент, который обороняли Шамиль и Гамзат-бек. Кровопролитный бой с повстанцами длился чуть ли нецелый день. Лишь ночью они покинули лагерь. Узнав об этих событиях, Гази-Мухаммад двинулся на юг.
Из 24 приближенных сторонников Имама Гази-Мухаммада известных в исторической науке большинство являются кумыками по национальности.

### Восстание 1831 года
Крупное восстание кумыков Тарковского шамхальства и Мехтулинского ханства в поддержку Северо-Кавказского Имамата. Отличалось всеобщим и народным характером. Одновременно с волнениями в шамхальстве развернулось в крупное восстание на Кумыкской плоскости. Оба восстания были подавлены войсками Российской империи.
Имам Гази-Мухаммад построил крепость на окраинах шамхальского владения — в Агачкале (в русских источниках — Чумкескенте), призывая к восстанию шамхальские аулы и пополняя отряды шамхальцами. Русские войска дважды пытались выбить мюридов из крепости, но потерпели неудачу.
Но главным успехом Кази-Муллы был переход на сторону повстанцев Ирази-бека Казанищевского, после чего восстали почти все селения Шамхальства. Войска имама за счет кумыков пополнились от 500 до 5000 человек.
Жители других шамхальских аулов Шуры, Эрпели, Каранай, Параул, Казанище значительно пополнили армию Имама, которые заняли аул Атлы-Боюн. Русские войска под командованием Таубе атаковали Атлы-Боюн и потерпели чувствительное поражение, разнесшее молву о Гази-Мухаммаде на весь Кавказ, что вызвало поголовное восстание всех аулов в шамхальстве.
25 мая Гази-Мухаммад занял Тарки, жители которого перешли на сторону повстанцев. Повстанцы (в атаке участвовали даже таркинские женщины) захватили пороховой погреб крепости Бурной, однако неожиданный взрыв и удачные действия гарнизона не позволили ворваться в крепость. Ирази-бек погиб при взрыве Последующие 3 дня мюриды устроили несколько ожесточённых штурмов, отбитых с помощью артиллерии (у гарнизона имелось 25 орудий). Нападающие несли огромные потери, отчаянные атаки повстанцев не прекращались. 29 мая на помощь Бурной прибыл генерал-майор Каханов с подкреплением. После 12-часового боя Гази-Мухаммад был разгромлен, а Тарки были преданы огню. Каханов писал:

«Хотя бунтовщик Кази-мулла и разбит, но не оставляет вредных своих замыслов против нашего правительства в Дагестане, и все горские народы к Дербенту заражены его злыми поучениями истреблять русских».
В начале июня восстали также Кайтаг (в том числе и кумыкские аулы Башлы и другие) и Табасаран, Мехтулинские аулы, аулы Бойнаки другие. Русские подкрепления, шедшие с юга, вынуждены были пробиваться на север с боями. Имам ушёл на Кумыкскую плоскость, дабы поддержать вспыхнувшее там восстание. Генерал-майор Каханов ограничивался частными операциями: был сожжён аул Шура, Кафыр-Кумык, разведаны позиции мюридов в Чумкескенте и Эрпели. 1 июля 1831 года карательные отряды взяли Карабудахкент, Губден и Бойнак. Гази-Мухаммад оставил в шамхальстве Умалат-бека Буйнакского (предводителя восстания в шамхальстве 1823 года). Последний до того стеснил не только шамхала, но даже и крепость Бурную своими разъездами и пикетами, что гарнизон лишился возможности выпускать на пастьбу скот, добывать себе дрова, перевозить провиант с берега моря и, наконец, показываться непосредственно за стенами крепости:

«Благодаря усердию Умалата, он стяжал успех на другом поле: этот преданный мюрид навербовал ему вновь массу сподвижников в Эрпели, Казанище и в других враждебных — а может быть и не враждебных доселе — нам деревнях шамхальства и намеревался даже проникнуть для этой цели к Ахмет-хану в Дженгутай». 
В августе Гази-Мухаммад атаковал Дербент, но русский гарнизон при поддержке жителей города отбил нападение.
В 1 июля 1831 года произошёл сильный бой между князем бековичем и Кази-муллой при укрепленном Акташ-Аухе. В результате боя русские понесли большие потери убитыми и раненными. В этом бою около 400 мюридов было убито, и заставили оставшихся в живых отступить от Внезапной. Общие потери составили русских 214 человек убитыми и 679 ранеными. Большинство войска в той битве составили кумыки.

##### Конец восстания
Назначение имамом Гази-Мухаммадом шамхалов, а также попытка вовлечь в восстание крупных феодалов, возмущало кумыкских узденей как на Кумыкской плоскости, так и в шамхальстве. Непростыми были отношения восставших с мюридами-горцами, которые позволяли себе грабить некоторые равнинные аулы. Кроме того, среди восставших кумыков начался голод. Все эти факторы привели к тому, что некоторые кумыкские аулы начали отходить от восстания. Тем не менее, Гази-Мухаммад вместе с Умалат-беком держался в Чумкескенте и Эрпели.
22 октября 1831 года Умалат-бек Кумторкалинский, вновь собрав на территории шамхальства 10 тыс. повстанцев, укрепился в Эрпели. Начальник штаба Отдельного Кавказского корпуса Н. П. Панкратьев, подавивший восстание в Кайтаге и Табасаране, атаковал аул с 2,5 тыс. человек пехоты, 1,5 тыс. человек кавалерии при подавляющем превосходстве над восставшими в артиллерии (12 орудий). После двухчасового боя повстанцы были разбиты, а аул сожжён.
Русские войска подошли к Чумкескенту. Первая атака, произведённая 24 ноября, была неудачной, однако 1 декабря 1831 года мюриды были выбиты из укреплений. Восстание в шамхальстве было окончательно подавлено.

### Восстание 1843 года
Крупное восстание кумыков Тарковского шамхальства и Мехтулинского ханства, поддержанное Северо-Кавказским Имаматом, против Российской империи, произошедшее в 1843 году. Именно в это время Северо-Кавказский имамат достиг пика своего могущества.
Проведение «экзекуций» (карательных экспедиций) против бунтующих кумыкских аулов, бесчинства феодалов — ставленников царизма, а также успехи Шамиля в Аварии привели ко всеобщему восстанию в Мехтулинском ханстве и Тарковском шамхальстве. Правительница Мехтулы Нох-Бике писала царским генералам о полном неподчинении населения её приказам и симпатиям к мюридам. В скором времени пророссийские шамхал, правительница Мехтулинского ханства и хан вынуждены были бежать.
10 ноября 1843 года Имам Шамиль вступил на земли шамхальства, где сразу же разгорелось восстание. В. И. Гурко писал: 

«Шамхальские владения в настоящий момент находятся в полном восстании. Вчерашнего числа 1000 шамхальцев, надев челны в знак мюридизма, разграбили купеческий транспорт, состоявший из 200 повозок, около Низового укрепления».

Соединение восставших с мюридами грозило России полным разрывом сообщений с Закавказьем. К середине ноября восстание начало перекидываться на аулы Койсубулы и Даргинского союза. В. И. Гурко был вынужден снять части с Сулакских укреплений и создать подвижный резерв в Кази-Юрте для охраны сообщений.
Командующий отдельным Кавказским корпусом Нейдгарт писал военному министру, графу Чернышову о волнениях в Акуше, Шамхальстве, Мехтуле и Каракайтаге. 11 ноября восстали также терекемейцы, вступившие в перестрелку с русским гарнизоном. Было осаждено русское укрепление Низовое, гарнизон которого был вынужден уйти из крепости через 8 дней после осады.
Восстание отозвалось и на Сулаке. К мюридам перешёл аул Зубутл. Русские войска сумели нанести поражение мюридам под аулом Миатлы, но это не повлияло на распространение восстания.

##### Конец восстания
Имам Шамиль решил привести в порядок управление на территории Шамхальства. Однако вместо назначения наиба Шамиль провозгласил шамхалом глухонемого брата бежавшего шамхала Муххамед-бека, повторив ошибку имама Гази-Мухаммада, не устранившего феодальный титул. В условиях народного антифеодального восстания этот ход был весьма нелогичным и вызвло разочарование у части восставших.
Подтянутые с Кавказской линии русские войска начали свои операции против повстанцев. 14 декабря была деблокирована Темир-хан-Шура, а 15 декабря мюриды и восставшие были разбиты в крупном столкновении у Больших Казанищ. Шамиль потерпел поражение также при Зырянах и вынужден был уйти в горы. Восстание было подавлено.

## Хронология
- 1560 год — Поход воеводы Черемисинова на Тарковского шаухала и Тюмень по просьбе кабардинского князя Темрюка Идаровича. Взятие русскими войсками Тарки, отступление.
- 1560—1588 — Экспансия Рули на Тюменского владение при поддержке кабардинских войск. Тюменское владение прекратило существование.
- 1566 год — Сражение между Темрюком Идаровичем и царским войском, с одной стороны, и шаухалом Будаем и его союзником Пшимахо Кайтукиным. Гибель шаухала Будая, его брата Сурхая и их кабардинского союзника.
- 1571 год — Участие кумыков в крымско-турецком походе на Астрахань. Уничтожение русской крепости на Сунже.
- 1588 год — Постройка Русским царством при помощи аварского хана и окоцкого князя крепости Терки в землях Тюменского владения
- 1591 год — Поход воеводы Засекина. Русские сжигают Эндирей, но отступают.
- 1594 год — Поход воеводы Хворостинина. Русские занимают Тарки, где они сразу были осаждены шаухалом. Вынужденный отход русской армии, превратившийся в бегство, потери русских около 3000 человек.
- 1604—1605 — Поход воеводы Бутурлина по просьбе грузинского царя Константина. Занятие русскими Тарки, осада крепости Султан-Мутом, отступление к Терскому острогу. Разгром русских в Караманской битве.
- 1614 год — Нападение терских казаков на Эндирей.
- 1651 год — Герменчикское сражение между кумыкско-ногайским войском под командованием шамхала Сурхая III и русско-кабардинскими силами. Разгром царских войск.
- 1651—1652 — Совместный поход шаухала Сурхая, кайтагского уцмия, северных кумыков и кызылбашей шаха Аббаса II на Сунженский острог. Союзные войска не смогли взять крепость, разорив окрестности.
- 1653 год — При поддержке кызылбашского войска под командованием шаухала Сурхая взят Сунженский острог и разрушает его.
- 1668 год — Участие кумыков в сражениях против войск Степана Разина.[65]
- 1673 год — Нападение шамхала Будая, Чеполова Эндиреевского и уцмия Кайтагского на Терский городок.
- 1686 год — Поход калмыцкого хана Аюки на Эндирей.
- 1689 год — Участие войск шамхала Будая в походе крымских татар против русской армии.
- 1696 год — Отряды шамхала отправлены на помощь туркам против русской армии.
- 1708 год — Совместное нападение кумыков, казаков-некрасовцев, чеченцев и башкир на крепость Терки в поддержку восстания башкир.
- 1722 год — Персидский поход Петра I. Поход корпуса Андрея Ветерани на Эндирей. Сожжение Эндирея. Нападение утамышского султана Махмуда на армию Петра I. Сражение на реке Инчхе и разорение Утамышского владения.
- 1722 год — Разорение русско-калмыцкой армией кумыкского города Башлы и окрестных селений.
- 1723 год — Совместное нападение Султан-Махмуда Утамышского, уцмия Ахмеда и казикумухского хана на крепость Рубас близ Дербента.
- 1725 год — Выступление шаухала Адиль-Гирея против русских по причине строительства русской крепости Святого креста близ Тарков. Неудачная осада крепости. Несколько карательных экспедиций в Шамхальство, сожжение кумыкских городов и селений. Сдача в плен шамхала. Упразднение шамхальства (восстановлено Надир-шахом в 1730-х).
- 1733 год — Взятие и сожжение русскими войсками Башлы.
- 1773 год — Выдвижение объединённого войска кабардинцец, черкесов и кумыков через реку Малка к Моздоку.
- 1773 год — Поход Али-Султана Мехтулинского на Кизляр.
- 1775 год — Сражение при Иран Харабе (близ Башлы) между войсками уцмия Амира-Хамзы и русским отрядом под командованием Медема. Разорение южнокумыкских земель.
- 1785—1791 — Участие кумыков, в большинстве своем из Аксая, Эндирея, Девлет-Герей-Аула, в восстании Мансура. Поражение движения Мансура.
- 1818—1819 — Восстание в Дагестане под предводительством кумыкских князей Гасан-хана Мехтулинского, Султан-Ахмеда Аварского, Умалат-бека Буйнакского, уцмия Адиль-хана. Разорение кумыкских аулов от Эндирея до Башлы.
- 1818 — Башлынская битва. Объединённое войско кумыков и дагестанских народов нанесло поражение отряду Пестеля, через несколько дней Башлы были «срыты до основания» отрядом под командованием Мищенко.
- 1818 — Поход Ермолова в Мехтулинское ханство. Сражение при Дженгутае, сожжение Параула, Дженгутая и других селений.
- 1819 — Очередное разорение Башлы русскими войсками под командованием Мадатова.
- 1819 — Сражение при Бавтугае. Разгром войск под командованием Ахмед-хана и Гасан-хана. Постройка крепости Внезапная.
- 1819 — Аймакинское сражение. Разгром повстанцев под командованием Ахмед-хана.
- 1820 — Ликвидация Мехтулинского ханства, Кайтагского уцмийства, Бамматулинского княжества.
- 1823 — Восстание под командованием Умалат-бека Буйнакского. Победа (по оценке некоторых современников) повстанцев при Эрпели. Сражение при Кафыр-Кумухе. Повстанцы терпят поражение, подавление восстания.
- 1825 — Восстание северных кумыков в поддержку Бейбулата Таймиева. Кумыки-аксаевцы вместе с чеченцами берут Амир-Аджи-Юрт. Убийство аксайцев и сожжение Аксая с запретом восстановления селения.
- 1827 — Ликвидация северных кумыкских княжеств.
- 1831 — Всеобщее восстание кумыков — центральных, засулакских и южных — в поддержку имама Гази-Мухаммада. Кумыки составляют основу войск имама и его гвардию. Битва при Атлы-Боюне. Победа под командованием кумыкского князя Ирази-бека и Гази-Мухаммада над русскими войсками. Таркинское сражение. Поражение кумыков и их союзников при крепости Бурная (более 1000 погибших). Полное разрушение Тарков. Осада крепости Внезапная восставшими. Битва при Акташ-Аухе. Поражение Бековича-Черкасского от объединённых сил повстанцев. Участие кумыков в осаде Дербента. Успешный набег кумыков и аварцев на Кизляр. Разгром кумыков в битве при Эрпели. Победа повстанцев при Агачкале (Чумкескенте). Взятие Чумкескента русскими войсками. Подавление восстания.
- 1843 — Восстание в Шамхальстве в поддержку Шамиля. Неудачная осада кумыками-таркинцами и акушинцами крепости Низовая. Неудачная осада Шамилем крепости Шура. Битва при Казанище. Разгром подавление восстания. Уход по некоторым оценкам до половины кумыкского населения Шамхальства в Имамат. Подавление восстание и разорение множества селений.
- 1844 — Провал попытки нового шамхальского восстания. Сражение при Гели.
- 1866 — Аксаевское выступление против царской власти.
- 1866 — Восстание кумыков в Кайтаго-Табасаранском округе.
- 1867 — Упраздение Тарковского шамхальства.
- 1877 — Восстание и разорение южнокумыкских аулов Башлы, Янгикент, Маджалис и др.
- 1913—1914 — Участие кумыков в «антиписарском» восстании.
- 1916—1917 — Аксаевское восстание кумыков и ногайцев.
- 1918 — Победа объединённого дагестано-турецкого (при участии чеченских отрядов) корпуса над белодашнакскими силами в битве на Тарки-тау.
- 1918—1921 — Захват Деникининым власти в Горской республике, её упраздение.